# Henry Hudson
Henry Hudson (Londen, tussen 1560 en 1570 – Hudsonbaai, ca. 1611) was een Engelse zeevaarder en poolonderzoeker.
Hudson maakte vier reizen op zoek naar de Noordoostelijke en Noordwestelijke Doorvaart, waarvan vooral de laatste twee bekend zijn geworden. Hudson trof bij zijn derde reis, in dienst van de VOC, een vruchtbaar land aan, rijk aan vis en bont. Later voer schipper Adriaen Block in de twee volgende jaren tijd drie keer op en neer.

## Eerste twee reizen
In 1607 maakte Hudson, in dienst van de Muscovy Company, zijn eerste ontdekkingsreis met de oude bark Hopewell. Hudson was een kundig zeeman en bekend met het werk van Willem Barentsz. Hij onderzocht de kusten van Spitsbergen en bereikte 80°23'N waar zware ijsgang het varen hem onmogelijk maakte. Hudson herontdekte op zijn terugreis het vulkanische eiland Jan Mayen.
In 1608 maakte hij een tweede reis; ditmaal moest hij zoeken naar een doorgang tussen Spitsbergen en Nova Zembla. In de Karazee werd hij net als op zijn eerste reis door ijs tegengehouden.

## Derde reis

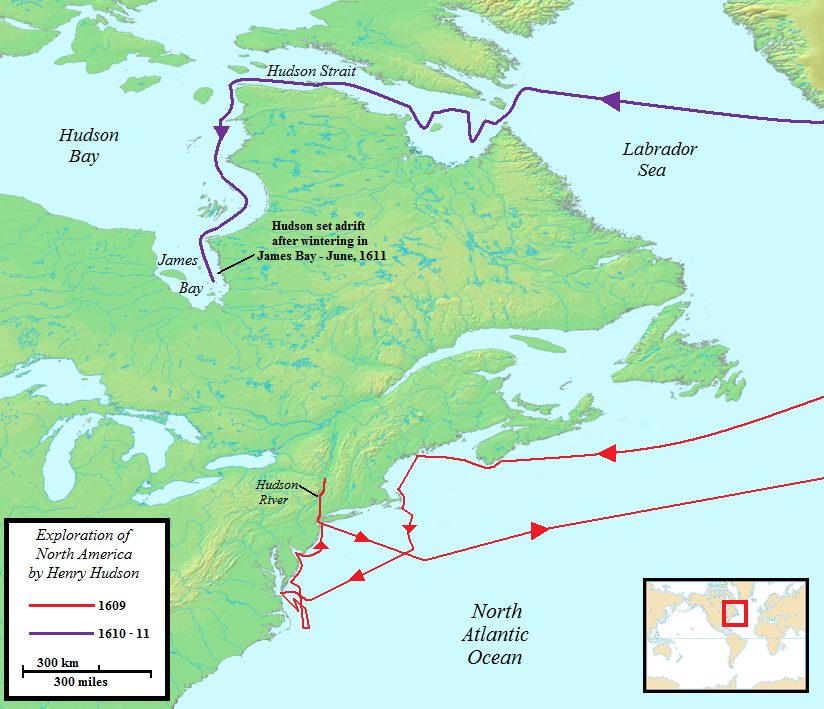
De twee Noord-Amerikaanse reizen van Hudson

In 1609 maakte Hudson een nieuwe reis, dit keer in dienst van de de Kamer van de VOC in Amsterdam. Op 8 januari tekende hij het contract samen met Jodocus Hondius, die als tolk fungeerde. Het is niet duidelijk of hij op eigen initiatief kwam of was uitgenodigd door kooplieden zoals Dirck van Os.

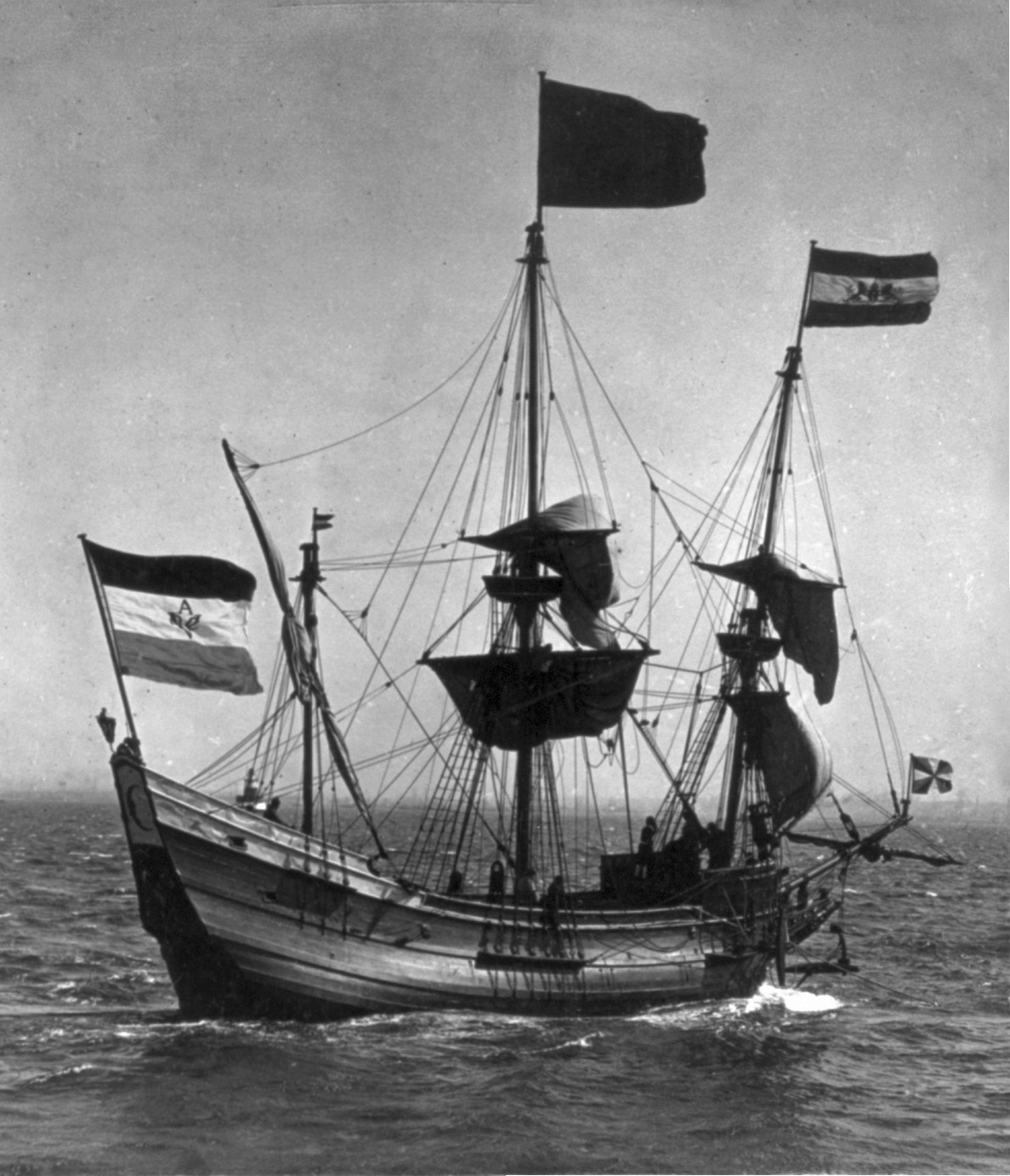
De Halve Maen (replica)

Met de Halve Maen, een schip van nog geen 70 ton en een gemengde Nederlandse en Engelse bemanning (20 koppen) ging hij opnieuw op zoek naar de Noordoostelijke doorvaart. De route was met dominee Petrus Plancius doorgesproken, die een theorie aanhing, dat het dichter bij het noorden warmer zou worden en dat daar ijsvrij water zou zijn. Vanwege mogelijke Franse concurrentie, georganiseerd door Isaac le Maire, was haast geboden.
Op 4 april 1609 verliet hij de haven van Amsterdam. Eenmaal om de Noordkaap bleek de ijsgang nog erger dan op zijn voorgaande reizen. Hij kreeg protesten van zijn bemanning in de buurt van Nova Zembla. In plaats van door te zetten of op te geven, besloot Hudson om de steven te wenden. Hij stak de Atlantische Oceaan over en ging op zoek naar een doorvaart door Noord-Amerika, zich daarbij baserend op informatie van een kolonist uit Virginia.
Hudson arriveerde half juli ten westen van Nova Scotia, kwam in een storm terecht en volgde de kust zuidwaarts met een nieuwe mast. Op 4 augustus voer het schip langs Cape Cod. Hudson verkende vluchtig Chesapeake Bay en Delaware Bay, en bereikte op 3 september de rivier die eerst Mauritius en later naar hem genoemd zou worden. Hij was overigens niet de ontdekker van de Hudson; de rivier was al bekend sinds de reis van Giovanni da Verrazzano in 1524.
Hudson voer circa 200 kilometer de rivier op, tot nabij de huidige stad Albany. Onderweg werden geregeld verkenningstochten gemaakt met de sloep. De bemanning ruilde groene tabak, oesters, maiskolven, druiven, pompoenen en bever- en ottervellen met de indianen voor snuisterijen, messen en kralen. Op zekere dag braken de Indianen hun pijlen, om Hudson te laten zien dat hij niet bang behoefde te zijn. Op 23 september besloot Hudson terug te keren, omdat duidelijk werd dat deze rivier niet de gezochte doorgang naar de Grote Oceaan kon zijn. Op 4 oktober stak men weer in zee en op 7 november arriveerde Hudson in Dartmouth (Devon).

## Laatste reis

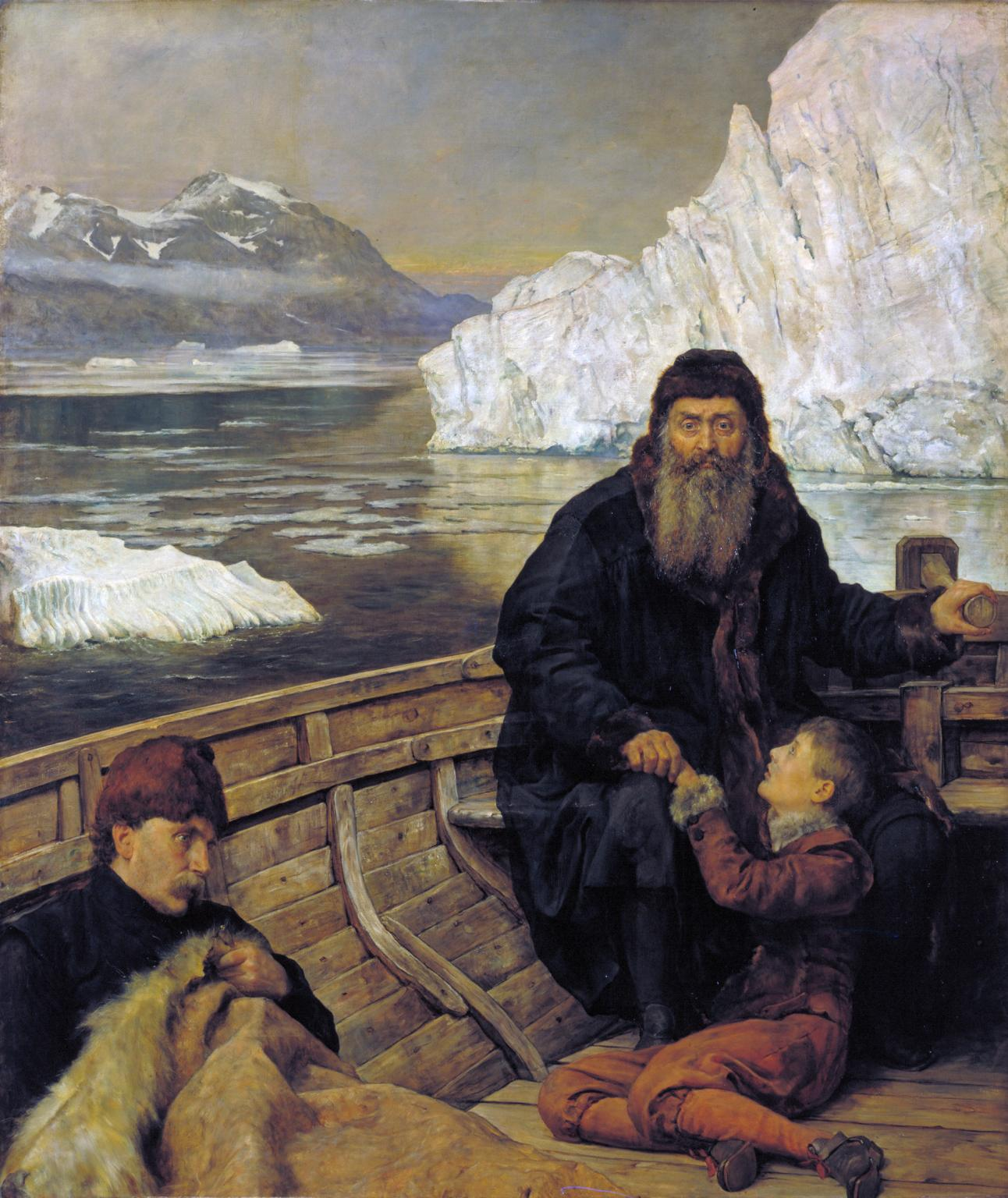
De laatste reis van Henry Hudson
(1881), John Collier, Tate Britain

Na deze reis werd het Hudson verboden nogmaals onder vreemde vlag te reizen, en zijn volgende reis in april 1610 was dan ook weer onder Engelse vlag.
Op deze reis stak Hudson met het schip Discovery opnieuw de Atlantische Oceaan over naar Amerika, maar veel noordelijker dan op zijn vorige reis. Hij bereikte de noordoostpunt van het Canadese vasteland, voer tussen Baffineiland en Labrador door een zeestraat die prompt Straat Hudson werd genoemd, die hem westwaarts voerde naar een grote baai, eveneens naar hem genoemd: de Hudsonbaai. Hij volgde de oostkust van de Hudsonbaai zuidwaarts tot aan de zuidpunt (de Jamesbaai).
Toen het schip kwam vast te zitten in het ijs, begon de bemanning te morren. Zij waren onderweg niemand tegengekomen. Hudson had altijd al moeite gehad de orde te handhaven, maar nu werd dat nog erger dan anders. Hij werd ervan verdacht rantsoenen op te potten en bij de verdeling sommigen te bevoordelen. Toen het schip zich in juni 1611 had weten los te maken uit het ijs, kwam het tot openlijke muiterij. Hudson, zijn zoon, tevens loods, en zeven mannen die hem trouw gebleven waren, werden op 23 juni in een sloep overboord gezet. Van hen is nooit meer iets vernomen. Teruggekeerd in Engeland werd de bemanning eerst wel gevangengenomen maar uiteindelijk niet gestraft.

## Varia

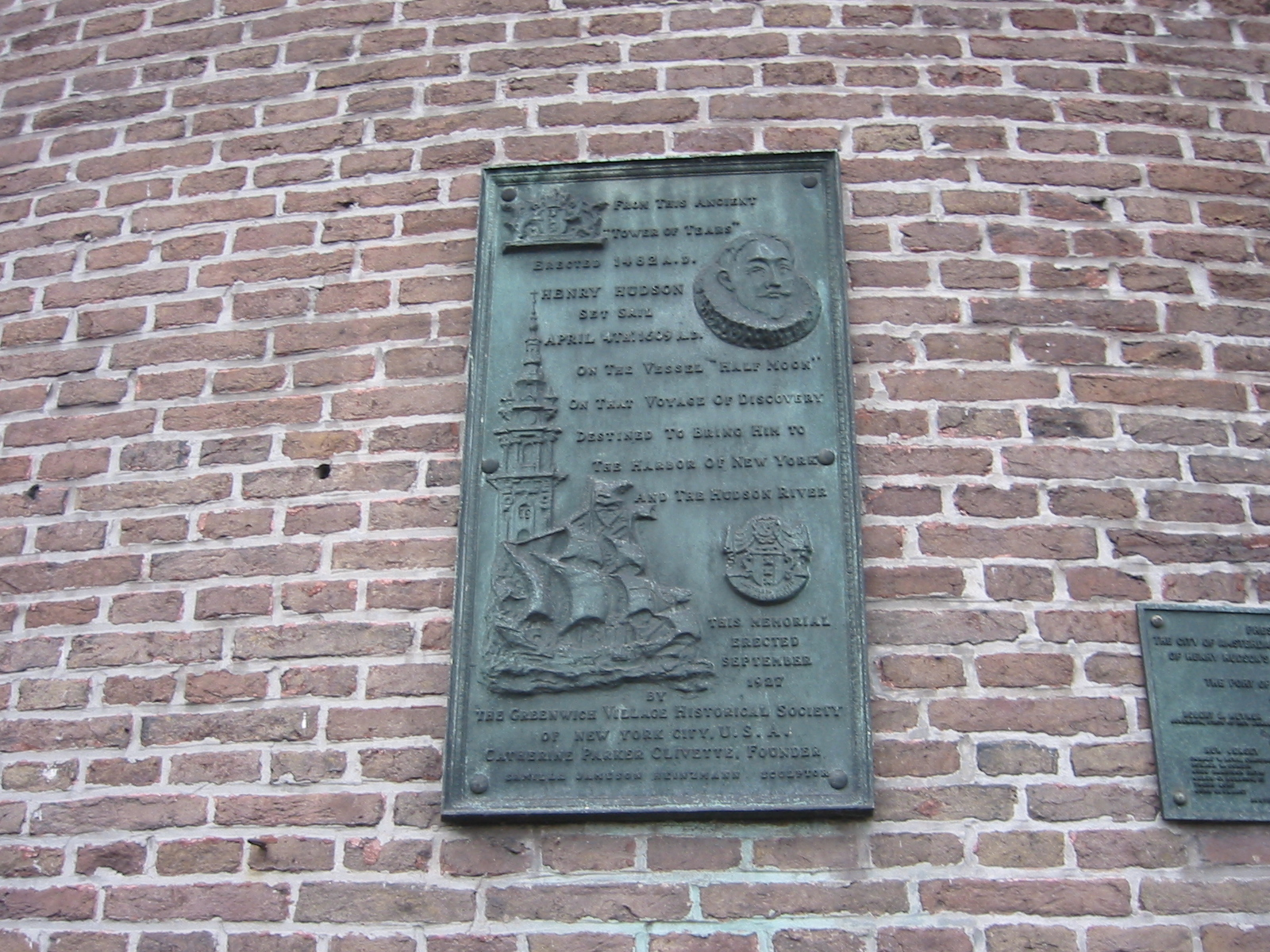
Plaquette op de Schreierstoren herinnert aan Hudson

- Een verslag van de reis is gepubliceerd door de cartograaf Hessel Gerritsz met kaarten van Siberië door Isaac Massa.
- Pas in 1624 zouden 32 Waalse families zich in Nieuw-Nederland vestigen.[4]
- In de volgende jaren werd de Hudsonbaai bezocht door meer ontdekkingsreizigers op zoek naar de Noordwestelijke Doorvaart, namelijk Robert Bylot en William Baffin, Jens Munk, Luke Foxe en Thomas James.
- Uiteindelijk bleek hieruit dat de baai geen opening naar het westen had en werd het zoeken naar de Noordwestelijke Doorvaart gestaakt.
- Mogelijk zijn de kaarten en journalen van Hudson doorgegeven aan de Virginia Company en in 1666 bij de grote brand van Londen verloren gegaan.[5]
- In 1909 werd de reis van Hudson groots herdacht in New York. Ook in 2009 vonden uitgebreide festiviteiten plaats, waarbij ook het Nederlandse kroonprinselijke paar aanwezig was.